# Waltersteich
Der Waltersteich (auch: „Walthersteich“) ist ein kleines künstliches Stillgewässer in Trautheim, Ortsteil der Gemeinde Mühltal im Landkreis Darmstadt-Dieburg in Hessen.

## Geographie
Der Waltersteich befindet sich am Westrand von Trautheim, zwischen Darmstadt-Eberstadt und Mühltal, am Fuße des „Lindenberges“, im Waldgewann „Staatsforst Seeheim-Jugenheim“ unterhalb des westlichen Abhanges des „Lindenberges“. 
Der Teich liegt geologisch im nördlichen Odenwald im Granitgebiet des Geo-Naturpark Bergstraße-Odenwald. 
Die Landschaft entspricht der typischen Hügellandschaft des Vorderen Odenwalds.
Der Waltersteich ist ca. 50 m lang und ca. 20 m breit.
Am Westrand des Teiches befindet sich eine Staumauer mit Durchlass aus Beton.
Die Mauer ist ca. 20 m lang und ca. 2 m hoch.
Auf der Westseite ist die Staumauer abgeböscht.
Wenige Meter hinter dem Waltersteich befindet sich, durch einen Erddamm mit Durchlass abgetrennt, ein zweiter ungefähr gleich großer Teich, der ebenfalls Waltersteich genannt wird.
Am Nordostrand dieses Teiches befindet sich die gefasste wenig ergiebige „Waltersteichquelle“.
Am Ostrand der beiden Teiche befindet sich ein Amphibienschutzgebiet. 
Westlich der Staumauer befindet sich ein sumpfartiges Wald- und Wiesengebiet.
Entwässert werden die beiden Waltersteiche durch den Rabenfloß.